# Jacques Tardi

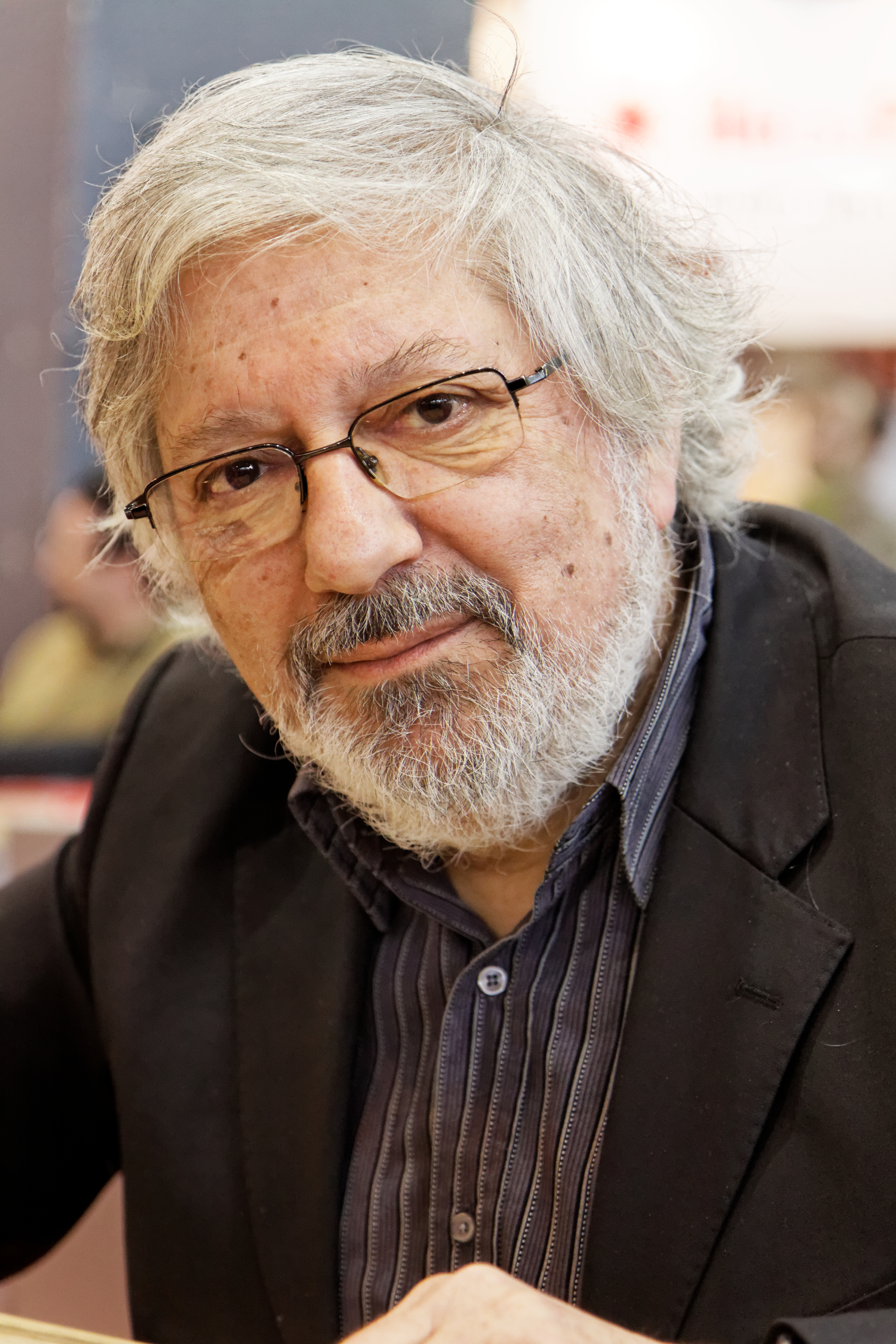
Jacques Tardi bei der Pariser Buchmesse 2013

Jacques Tardi (* 30. August 1946 in Valence, Département Drôme) ist ein französischer Comicautor.

## Leben und Werk
Jacques Tardi wurde in Valence geboren, verbrachte seine ersten Jahre aber in Deutschland bei seinem Vater, der als Soldat im kriegszerstörten Kassel stationiert war. Der Vater nahm seinen Abschied aus der Armee, um nicht nach Französisch-Indochina gehen zu müssen.
Nach seiner Schulzeit studierte er an der École des Beaux-Arts in Lyon und der Ecole nationale supérieure des arts décoratifs (ENSAD) in Paris. 1970 wurde nach mehreren Anläufen in der Zeitschrift Pilote die sechsseitige Geschichte „Un cheval en hiver“ von ihm veröffentlicht. Den Text der Geschichte schrieb der damals schon bekannte Jean Giraud (Moebius).
Sein erstes Album „Aufruhr in der Rouergue“ (Szenario: Pierre Christin) veröffentlichte er nach seiner zweijährigen Militärzeit. Durchaus schon beachtet, gelang ihm Mitte der 1970er der endgültige Durchbruch mit seiner Comicreihe „Adeles ungewöhnliche Abenteuer“ (zehn Bände), in der seine enorme Detailtreue bei der Illustration der urbanen Stadtlandschaften von Paris wie der Technologie zu Beginn des 20. Jahrhunderts zutage tritt. Die Zeit der Belle Époque inspirierte ihn zu weiteren Werken, unter anderen dem früheren „Dämon im Eis“, eine Hommage an Jules Verne, dessen Handlung er später mit „Adele“ verknüpft.

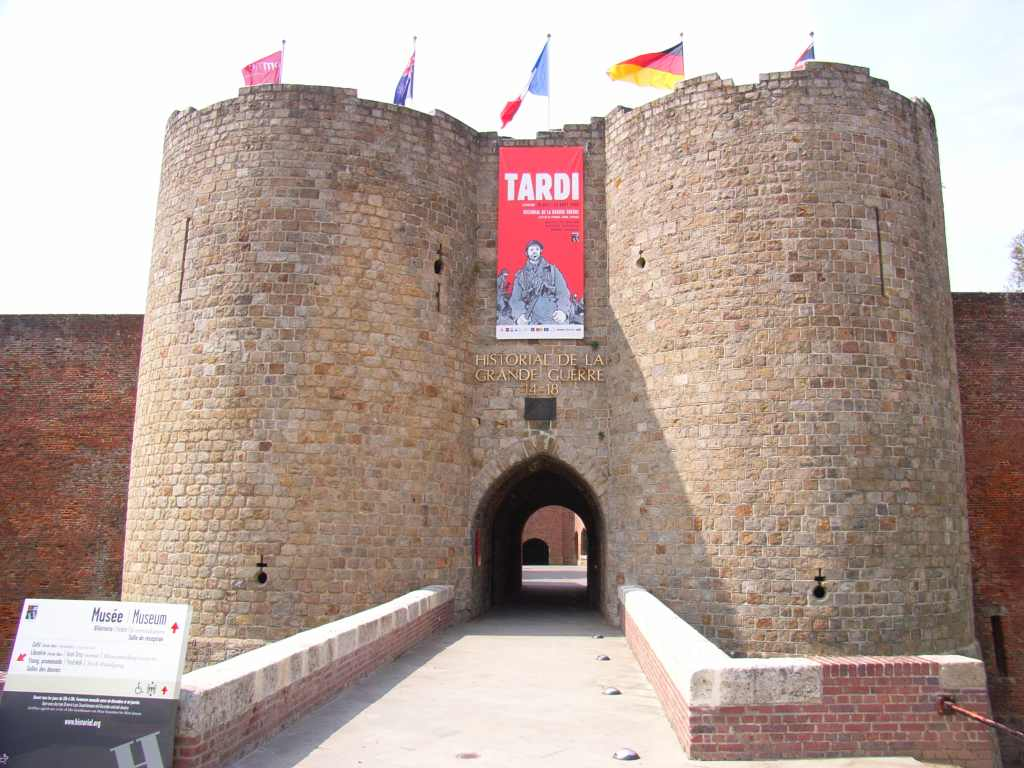
Tardis Sonderausstellung im Museum „Historial de la Grand Guerre“ in Peronne 2009

Einen großen Raum in seinem Werk nimmt der Erste Weltkrieg ein, den er zuerst in „Das Ende der Hoffnung“ thematisiert. Das Album arbeitet er später als fünften Band in die Reihe „Adeles ungewöhnliche Abenteuer“ ein und führt im sechsten Band die jeweiligen Protagonisten zusammen. In seinem wohl anspruchsvollsten Werk „Grabenkrieg“ verarbeitet er authentische Kriegserlebnisse seines traumatisierten Großvaters und zahlreiche andere Erlebnisberichte zu einer Collage der Schrecken des Krieges. Die von ihm durchgearbeitete umfangreiche Literatur- und Filmliste auf der letzten Seite des Buchs ist umfassend und spart auch keineswegs Werke aus, die die gegnerische, also deutsche Sicht beschreiben.
Daneben sind „Soldat Varlot“, ein Charakter, den er zuvor in seiner Kriminalromanadaptionen „Den Letzten beissen die Hunde“ verwendet hatte, und „Die wahre Geschichte vom unbekannten Soldaten“ Belege für die intensive Beschäftigung mit diesem Thema. Die Handlung von „Den Letzten beissen die Hunde“ spielt zwar nach dem Ersten Weltkrieg, das Schicksal aller Protagonisten ist aber eng mit ihm und dessen nachhaltigen Wirkungen verknüpft. Im zweibändigen Werk „Elender Krieg“ vertiefte er in chronologischer Form das Thema erneut.
Nach den Comics über den Ersten Weltkrieg erscheint 2012 Tardis Werk über seinen Vater im Zweiten Weltkrieg, das von Andreas Platthaus im Comic-Blog der FAZ als zweitbester Comic des Jahres platziert und 2013 unter dem Titel „Ich, René Tardi, Kriegsgefangener im Stalag II B“ in Deutsch veröffentlicht wurde. Ein zweiter Band „Der lange Marsch durch Deutschland“ über die Rückkehr nach Frankreich folgte kurz darauf, der dritte Band zeigt die Zeit der Stationierung als französischer Besatzungssoldat im Nachkriegsdeutschland.
Eine weitere Hauptrichtung seines Werkes sind die Adaptionen vom Kriminalgeschichten vor historischer Kulisse. Insbesondere die Zusammenarbeit mit dem Autor und Surrealisten Léo Malet war sehr fruchtbar und ergab eine kongeniale Verknüpfung zweier vorgeblicher „Trivialmedien“. In „Die Brücke im Nebel“ zeichnet er erstmals eine Geschichte nach einem der Romane um den zynischen Privatdetektiv Nestor Burma.
Der zweibändige Comicroman „120, Rue de la Gare“ zur Zeit der deutschen Besatzung während des Zweiten Weltkriegs verbindet eine fesselnde Kriminalgeschichte mit einer detaillierten Visualisierung der Zeit. Aufgrund des großen Erfolgs dieses Meisterwerks folgten noch weitere Adaptionen von Malet'schen Geschichten mit Nestor Burma („Kein Ticket für den Tod“, „Wie steht mir der Tod?“), sowie eine von Tardi selbst entwickelte Geschichte mit Malet's Charakteren („Blei in den Knochen“).
Weitere Romanadaptionen von Kriminalgeschichten folgen: „Der Kakerlakenkiller“ (Szenario von Benjamin Legrand), „Der Schnüffler“ (Szenario von Jean-Patrick Manchette), „Tödliche Spiele“ (nach dem Roman von Géo-Charles Véran).
Der über hundert Seiten fassende Comicroman „Hier selbst“, eine Zusammenarbeit mit Jean-Claude Forest, entstand in der Tradition der Fortsetzungsromane. In regelmäßigen Abständen musste die Geschichte von den Autoren weitergeführt werden und vielfach gelang es ihnen erst unmittelbar vor dem jeweiligen Abgabetermin, die Arbeit an einer Folge fertigzustellen. Die weitere Handlung folgte dabei keinem vorher festgelegten Konzept, sondern entwickelte sich von einem Teil zum nächsten.
Nach einem sozialkritischen Werk über Arbeitslosigkeit („Abwärts“), dem einzigen mit einem eindeutigen Gegenwartsbezug, wandte Tardi sich wieder einem historischen Thema zu, den Ereignissen der Pariser Kommune von 1871. Die von der Kritik hochgelobte Graphic Novel „Die Macht des Volkes“ nach einem Roman von Jean Vautrin erschien in vier Bänden.

## Privates
Jacques Tardi ist mit der Chansonsängerin und Übersetzerin Dominique Grange verheiratet.

## Auszeichnungen
- 1985: Grand Prix de la Ville d’Angoulême am Festival International de la Bande Dessinée d’Angoulême
- 1994: Max-und-Moritz-Preis (Beste Neuerscheinung für Tödliche Spiele)
- 2006: Max-und-Moritz-Preis (Herausragendes Lebenswerk für Die Macht des Volkes)
- 2011: Eisner Award (Best U.S. Edition of International Material und Best Reality-Based Work für It Was the War of the Trenches, frz. C'était la guerre des tranchées, dt. Grabenkrieg)
- 2013: Am 2. Januar des Jahres wandte sich Tardi schriftlich an die Öffentlichkeit und machte bekannt, dass er die Aufnahme in die Ehrenlegion mit größter Entschlossenheit ablehnt.[2]
- 2022: Einhard-Preis für die dreibändige Biographie seines Vaters Ich, René Tardi, Kriegsgefangener im Stalag II B[3]

## Bibliographie

### Zeichnungen (Alben)
- Le Démon des glaces. (Ed. Dargaud, 1974); dt. „Der Dämon im Eis“ (Ed. Moderne, 1991)
- Adieu Brindavoine et La Fleur au fusil (1974); dt. „Das Ende der Hoffnung“, (Carlsen, 1984); Später als Teil fünf in die Reihe Les Aventures extraordinaires d'Adèle Blanc-Sec. eingearbeitet.
- La Véritable Histoire du soldat inconnu. (Futuropolis, 1974); „Die wahre Geschichte vom unbekannten Soldaten“ (Ed. Alfons, 1988)
- Rumeurs sur le Rouergue. (Szenario von Pierre Christin) (Gallimard, 1976); dt. „Aufruhr in der Rouergue“ (b&l)
- Les Aventures extraordinaires d'Adèle Blanc-Sec. (Casterman, 1976-98); dt. „Adeles ungewöhnliche Abenteuer“
  1. Adèle et la Bête (1976); dt. „Adele und das Ungeheuer“ (Carlsen, 1982; Ed. Moderne, 1989)
  2. Le Démon de la Tour Eiffel (1976); dt. „Der Dämon vom Eiffelturm“ (Carlsen, 1982; Ed. Moderne, 1989)
  3. Le Savant fou (1977); dt. „Der Affenmensch“ (Carlsen, 1983; Ed. Moderne, 1989)
  4. Momies en folies (1978); dt. „Aufstand der Mumien“ (Carlsen, 1984 Ed. Moderne, 1989)
  5. Adieu Brindavoine et La fleur au fusil (1974); dt. „Das Ende der Hoffnung“, (Carlsen, 1984; Ed. Moderne, 1989)
  6. Le Secret de la salamandre (1981); dt. „Das Geheimnis des Salamanders“ (Ed. Moderne, 1989)
  7. Le Noyé à deux têtes (1985); dt. „Der Ertrunkene mit den zwei Köpfen“ (Ed. Moderne, 1989)
  8. Tous des monstres ! (1994); dt. „Alles Monster“ (Ed. Moderne, 1997)
  9. Le Mystère des profondeurs (1998); dt. „Das Geheimnis der Tiefe“ (Ed. Moderne, 1999)
  10. Le Labyrinthe Infernal (2007); dt. „Das teuflische Labyrinth“ (Ed. Moderne, 2008)
  11. Le Bébé des Buttes-Chaumont (2022)
- Polonius. (Szenario von Picaret) (Futuropolis, 1977); dt. „Polonius“ (Volksverlag, 1981)
- Mouh Mouh. (Peperland, 1979)
- Griffu. (Szenario von Jean-Patrick Manchette) (Ed. du Square, 1978); dt. „Der Schnüffler“ (Carlsen, 1982)
  - Neuauflage: Der Schnüffler. Ed. Moderne, Zürich 1992, ISBN 3-907010-62-0.
- Ici Même. (Szenario von Jean-Claude Forest) (Casterman, 1979); dt. „Hier Selbst“ (Ed. Moderne, 1989)
- Nestor Burma, nach den Romanen von Léo Malet (Casterman, 1982–2000)
  1. Brouillard au pont de Tolbiac (Casterman, 1982); dt. „Die Brücke im Nebel“ (Carlsen, 1984)
  2. 120, rue de la Gare (Casterman, 1988); dt. „120, rue de la gare“ (Ed. Moderne, 1988)
  3. Une gueule de bois en plomb (Casterman, 1990); dt. „Blei in den Knochen“ (Ed. Moderne, 1989)
  4. Casse-pipe à la Nation (Casterman, 1996); dt. „Kein Ticket für den Tod“ (Ed. Moderne, 1997)
  5. M'as-tu vu en cadavre ? (Casterman, 2000); dt. „Wie steht mir Tod?“ (Ed. Moderne, 2000)
- Tueur de cafards. (Szenario von Benjamin Legrand) (Casterman, 1984); dt. „Der Kakerlakenkiller“ (Ed. Moderne, 1987)
- Le Trou d'obus. (Imagerie Pellerin, 1984)
- Mine de plomb, Chiures de gommes. (Futuropolis, 1985)
- Grange bleue. (Szenario von Dominique Grange) (Futuropolis, 1985)
- Tardi en banlieue. (Casterman, 1990)
- Jeux pour mourir. (nach dem Roman von Géo-Charles Véran) (Casterman, 1992); dt. „Tödliche Spiele“
  1. dt. „Der Überfall“ (Ed. Moderne, 1993)
  2. dt. „Das Verhör“ (Ed. Moderne, 1993)
  3. dt. „Die Wahrsagerin“ (Ed. Moderne, 1994)
  4. dt. „Der Trugschluss“ (Ed. Moderne, 1994)
- Le Sens de la houppelande. (Szenario von Daniel Pennac) (Futuropolis, 1991)
- C'était la guerre des tranchées (Casterman, 1993); dt. Grabenkrieg. Edition Moderne, 2002, ISBN 3-907055-59-4.
- Un strapontin pour deux. (Szenario von Michel Boujut) (Casterman, 1995)
- L'Évasion du cheval gris. (Szenario von Verrien) (Sapristi, 1996)
- Tardi par la fenêtre. (Szenario von Michel Boujut) (Christian Desbois, 1996)
- Presque tout Tardi. (Szenario von Olivier Maltret) (Sapristi, 1996)
- Sodome et Virginie. (Szenario von Daniel Prevost) (Casterman, 1996)
- Le Der des Ders. (Szenario von Didier Daeninckx) (Casterman, 1997); dt. „Den letzten beißen die Hunde“ (Ed. Moderne, 1998. Neuauflage 2014, ISBN 978-3-03731-132-5)
- La Débauche. (Szenario von Daniel Pennac) (Futuropolis, 2000); dt. Abwärts (Ed. Moderne)
- Varlot soldat. (Szenario von Didier Daeninckx) (L’Association, 1999); dt. Soldat Varlot, Ed. Moderne, 2001, ISBN 3-907055-45-4.
- Carnet. (L’Association, 2001)
- Le Cri du peuple. nach dem Roman von Jean Vautrin (Casterman, 2001-04); dt. Die Macht des Volkes
  1. Les Canons du 18 mars (2001); dt. „Die Kanonen des 18. März“ (Ed. Moderne, 2002, ISBN 3-907055-62-4)
  2. L'Espoir assassiné (2002); dt. „Die zerstörte Hoffnung“ (Ed. Moderne, 2003, ISBN 3-907055-73-X)
  3. Les Heures sanglantes (2003); dt. „Zeit des Schreckens“ (Ed. Moderne, 2004, ISBN 3-907055-84-5)
  4. Le Testament des ruines (2004); dt. „Das Vermächtnis der Ruinen“ (Ed. Moderne, 2005, ISBN 3-907055-96-9)
- Le petit bleu de la côte Ouest. (Szenario von Jean-Patrick Manchette) (2005); dt. „Killer stellen sich nicht vor“ (Ed. Moderne, 2006)
- L'Étrangleur (nach dem Roman Monsieur Cauchemar. von Pierre Siniac) (Casterman, 2006); dt. „Das Geheimnis des Würgers“ (Ed. Moderne, 2007)
  1. Grève dans la police (2006)
  2. On étrangle l'acteur Gaston Malinguet ! (2006)
  3. Nouveau crime de l'étrangleur de minuit ! (2006)
  4. L'Étrangleur de minuit frappe encore ! (2006)
  5. Vers la fin du cauchemar ? (2006)
- Putain de guerre ! (Szenario von Jean-Pierre Verney) (Casterman, 2008); dt. Elender Krieg
  1. 1914 – 1915 – 1916 (2008); dt. Edition Moderne, 2009, ISBN 978-3-03731-049-6.
  2. 1917 – 1918 – 1919 (2009); dt. Edition Moderne, 2010, ISBN 978-3-03731-066-3.
- Ô dingos, ô château. nach dem Roman von Jean-Patrick Manchette; adaptiert vom Zeichner. Futuropolis 2011, ISBN 978-2-7548-0696-1.
  1. dt. „Zum Abschuss freigegeben“ (Ed. Moderne, 2013, ISBN 978-3-03731-097-7)
- Moi, René Tardi, prisonnier au Stalag II B, (Casterman 2012, 2014 bzw. 2018)
  1. dt. „Ich, René Tardi, Kriegsgefangener im Stalag II B“ (Ed. Moderne, 2013, ISBN 978-3-03731-112-7).[4]
  2. dt. „Ich, René Tardi, Kriegsgefangener im Stalag II B: Der lange Marsch durch Deutschland“ (Ed. Moderne, Zürich 2015, ISBN 978-3-03731-136-3).[5]
  3. dt. „Ich, René Tardi, Kriegsgefangener im Stalag II B: Nach dem Krieg“ (Ed. Moderne, Zürich 2019, ISBN 978-3-03731-189-9).
- Die wahre Geschichte des unbekannten Soldaten / Die Guillotine (Ed. Moderne, 2014, ISBN 978-3-03731-131-8)

### Szenario
- Le Voyage d'Alphonse. (Zeichnungen von Antoine Leconte) (Duculot, 2003)

### Roman-Illustrationen
In Romanen von Louis-Ferdinand Céline:
- Voyage au bout de la nuit. (Futuropolis, 1988)
- Casse-pipe. (Futuropolis, 1989)
- Mort à crédit. (Futuropolis, 1991)

In Romanen von Jules Verne:
- Un Prêtre en 1839. (Cherche Midi, 1992)
- San Carlos. (Cherche Midi, 1993)

### Roman
- Rue des Rebuts. (Alain Beaulet, 1990)

## Filme
- 2010 drehte der französische Regisseur Luc Besson den Film Adèle und das Geheimnis des Pharaos (fr. Titel: Les Aventures Extraordinaires d'Adèle Blanc-Sec), der auf den ersten Bänden der Reihe Adeles ungewöhnliche Abenteuer basiert.
- 2014 erschien eine deutsche Fassung des Dokumentarfilms Tardi – Schwarz auf Weiss (Tardi en noir et blank, F 2006, 50 min, Regie: Pierre-André Sauvageot). (realeyz.tv)
- 2015 erschien der animierte Science-Fiction-Film April und die außergewöhnliche Welt, der auf der gleichnamigen Graphic Novel von Tardi basiert.